# Ассамблея православных епископов Франции
Ассамбле́я правосла́вных епи́скопов Фра́нции (фр. Assemblée des évêques orthodoxes de France) — координационный орган православных епископов, представляющий Православную церковь во Франции.

## История
В 1997 году стала преемницей Православного межъепископского комитета Франции (фр. Comité inter-épiscopal orthodoxe en France), созданного в 1967 году.
16 сентября 2011 года члены Ассамблеи выразили «глубокое сожаление» по поводу конфликтной ситуации вокруг Николаевского собора в Ницце и призвали стороны «умиротворить без промедления ситуацию».
14 сентября 2018 года Священный синод Русской православной церкви постановил приостановить участие Русской православной церкви во всех епископских собраниях, богословских диалогах, многосторонних комиссиях и других структурах, в которых председательствуют или сопредседательствуют представители Константинопольского патриархата.

## Участники
- митрополит Димитрий (Плумис) — Константинопольский патриархат (Галльская митрополия), председатель
  - епископ Ириней (Аврамидис), викарий Галльской митрополии
- митрополит Игнатий (Аль-Хуши) — Антиохийский патриархат (Епархия Франции, Западной и Южной Европы)
- митрополит Антоний (Севрюк) — Московский патриархат (Корсунская епархия)
  - епископ Кафский Алексий (Заночкин), викарий Корсунской епархии
- митрополит Иоанн (Реннето) — Московский патриархат (Архиепископия православных русских церквей в Западной Европе)
  - епископ Домодедовский Симеон (Коссек), викарий Архиепископии западноевропейских приходов русской традиции
  - епископ Реутовский Елисей (Жермен), викарий Архиепископии западноевропейских приходов русской традиции
- епископ Ириней (Стинберг) — Московский патриархат (Русская зарубежная церковь, Западно-Европейская епархия)
- митрополит Иосиф (Поп) — Румынская православная церковь (Митрополия Западной и Южной Европы)
  - епископ Марк (Альрик), викарий Митрополии Западной и Южной Европы
- митрополит Авраам (Гармелия) — Грузинская православная церковь (Западноевропейская епархия)
- епископ Иустин (Еремич) — Сербская православная церковь (Западноевропейская епархия)
- митрополит Антоний (Михалев) — Болгарская православная церковь (Западно- и Среднеевропейская епархия)

- Секретарь — Кароль Саба[3]